# Manfreda virginica
Manfreda virginica là một loài thực vật có hoa trong họ Măng tây. Loài này được (L.) Salisb. ex Rose mô tả khoa học đầu tiên năm 1903.